# Salvia divinorum
Salvia divinorum este o plantă halucinogenă din familia Lamiaceaelor care creste în Mexic. Salvia este o întreagă familie de plante dintre care face parte și menta, însă doar Salvia divinorum are efecte halucinogene puternice.
Planta se consumă din pipe speciale deoarece fumul trebuie sa fie cald pentru a avea efect. Experiența nu este întotdeauna plăcută, declară consumatorii, spunând ca generează o senzație de frică și halucinații.
Elementul activ din planta este Salvorin A.
Cum recunoaștem o persoană sub influența drogului?:
-Euforică
-Ruptă de realitate
-Trece repede dintr-o stare în alta
Efectul drogului durează între 20-60 min.(depinde de doză),Trecerea la realitate se face foarte repede spre deosebire de alte droguri.
Pe stradă drogul este cunoscut sub numele de Sage 